# Zoltán Fábri
Zoltán Fábri (Budapest, 15 de octubre de 1917-Budapest, 23 de agosto de 1994) fue un director y guionista de cine húngaro. Sus películas A Pál-utcai fiúk (1969) y Magyarok (1978) fueron nominados al Óscar a la mejor película de habla no inglesa.
Su película Húsz óra (1965) compartió el Gran Premio con Guerra y paz en el Festival Internacional de Cine de Moscú. Su película Isten hozta, őrnagy úr! (1969) entró en el Festival Internacional de Cine de Moscú. Su película 141 perc A befejezetlen mondatból (1975) entró en el 9º Festival Internacional de Cine de Moscú, donde ganó un premio especial por su dirección.

## Vida y trabajos
Fábri quería convertirse en artista desde muy joven. Estudió pintura y se graduó en la Escuela Húngara de Bellas Artes. Comenzó a trabajar en la industria cinematográfica húngara en 1950 como diseñador de producción. Dirigió su primera película Vihar (Tormenta) en 1951. Se convirtió en un director de fama internacional con su tercer largometraje Körhinta en 1956. Continuó dirigiendo y escribiendo hasta principios de los años ochenta. Después de su jubilación de la industria cinematográfica, Fábri impartió clases a la Universidad Húngara de Artes Teatrales y Cinematográficas. En sus últimos años escribió guiones; nunca se representaron. Fábri fue también presidente de la Unión de Artistas de Hungría de 1959 a 1981.
El estilo de realización de Fábri se puede calificar principalmente de "clásico", mediante técnicas académicas de filmación. Sus mayores influencias fueron el neorrealismo italiano y el realismo poético francés. Experimentó con técnicas narrativas y de flashback durante los años sesenta (en sus películas Nappali sötétség y Húsz óra) i su película de 1976 Az ötödik pecsét conté escenas altamente surrealistas, pero en general no utilizó nunca las maneras del cine modernista a sus obras. Per este motivo, el régimen de Kádár favoreció Fábri a directores más controvertidos y experimentales como Miklós Jancsó. La película ganó el premio de Oro al Festival Internacional de Cine de Moscú y va entrar en el Festival Internacional de Cine de Berlín.
En el Festival Internacional de Cine de Moscú, en 1979, fue galardonado con el premio de Honor per su contribución al cine.
Fue conocido como un perfeccionista que escribía, dibujaba y coreografiaba cada escena hasta al detalle más mínimo antes de comenzar la producción y nunca improvisó absolutamente nada. Su reputación de director rígido y tiránico se veía contrapuesta por su comportamiento amable con actores infantiles británicos y estadounidense del plató de A Pál-utcai fiúk.
Fábri realizó casi todas sus películas basadas en material literario (novelas o narraciones breves) y escribía los guiones él mismo. Su tema constante era la cuestión de humanidad. Muchas de sus películas están ambientadas en la Segunda Guerra Mundial o cerca de ese acontecimiento. Dos de su colaboradores frecuentes fueron la actriz Mari Törőcsik y el director de fotografía György Illés. El 1969 ejerció el papel del estadista procesado Zoltán Dániel en la sátira de culto de su amigo Péter Bacsó A tanú en su único papel de interpretación.
Fábri murió de un ataque al corazón a los 76 años en 1994. Su sucesor legal es Peter Fabri (nacido en 1985).

## Filmografía
| Título                                 | Año  | Director | Guionista | Diseño de producción | Actor |
| -------------------------------------- | ---- | -------- | --------- | -------------------- | ----- |
| Lúdas Matyi                            | 1950 | Yes      |           |                      |       |
| Déryné                                 | 1951 |          |           | Yes                  |       |
| Vihar                                  | 1951 | Yes      |           |                      |       |
| Erkel                                  | 1952 |          |           | Yes                  |       |
| Életjel                                | 1954 | Yes      |           |                      |       |
| Dandin György, avagy a megcsúfolt férj | 1955 |          |           | Yes                  |       |
| Körhinta                               | 1956 | Yes      | Yes       | Yes                  |       |
| Hannibál tanár úr                      | 1956 | Yes      | Yes       |                      |       |
| Bolond április                         | 1957 | Yes      |           | Yes                  |       |
| Édes Anna                              | 1958 | Yes      | Yes       | Yes                  |       |
| Dúvad                                  | 1961 | Yes      | Yes       |                      |       |
| Két félidő a pokolban                  | 1962 | Yes      | Yes       | Yes                  |       |
| Nappali sötétség                       | 1963 | Yes      | Yes       | Yes                  |       |
| Vízivárosi nyár                        | 1964 | Yes      |           |                      |       |
| Húsz óra                               | 1965 | Yes      |           |                      |       |
| Útószezon                              | 1966 | Yes      |           |                      |       |
| A Pál-utcai fiúk                       | 1969 | Yes      | Yes       |                      |       |
| Isten hozta, őrnagy úr!                | 1969 | Yes      | Yes       |                      |       |
| A tanú                                 | 1969 |          |           |                      | Yes   |
| Hangyayaboly                           | 1971 | Yes      | Yes       |                      |       |
| Plusz-mínusz egy nap                   | 1973 | Yes      | Yes       |                      |       |
| 141 perc a befejezetlen mondatból      | 1975 | Yes      |           |                      |       |
| El quinto sello                        | 1976 | Yes      | Yes       |                      |       |
| Magyarok                               | 1978 | Yes      | Yes       |                      |       |
| Fábián Bálint találkozása Istennel     | 1980 | Yes      | Yes       |                      |       |
| Requiem                                | 1981 | Yes      | Yes       |                      |       |
| Gyertek el a névnapomra                | 1983 | Yes      | Yes       |                      |       |

## Premios y distinciones
Premios Óscar
| Año  | Categoría                          | Película                      | Resultado |
| ---- | ---------------------------------- | ----------------------------- | --------- |
| 1969 | Mejor película de habla no inglesa | Los muchachos de la calle Pal | Nominado  |
| 1979 | Mejor película de habla no inglesa | Húngaros                      | Nominado  |

Festival Internacional de Cine de Berlín
| Año  | Categoría                  | Resultado |
| ---- | -------------------------- | --------- |
| 1982 | Oso de Plata a una carrera | Ganador   |